# La ley innata
La ley innata es el título del noveno álbum de estudio de la banda de rock española Extremoduro, producido por Iñaki “Uoho” Antón y publicado por Warner Music el 9 de septiembre de 2008.
Se trata de un álbum conceptual compuesto de una sola canción de 45 minutos, a su vez dividida en seis partes diferenciadas por pistas independientes. Fue el primer álbum de la banda en llegar a lo más alto de las listas de ventas españolas. Tras una semana en el número uno en ventas nacionales (superando al álbum Death Magnetic de la banda estadounidense Metallica, coincidente en la misma semana de lanzamiento) se mantuvo otras dos en el segundo puesto.
El álbum acusó un cambio en el porvenir de las composiciones del grupo. La complejidad de su estructura y el uso de un gran número de músicos adicionales, entre ellos el violinista Ara Malikian, supuso un punto de inflexión en el estilo de la banda.

## Antecedentes
En 2008, Extremoduro llevaba seis años sin publicar un álbum de estudio. Tras el éxito que había supuesto en 2002 "Yo, minoría absoluta", la banda se había mantenido alejada de los escenarios y, como de costumbre, de la prensa. Robe Iniesta, vocalista y alma del grupo, llegó a confesar en una entrevista la sequía creativa que sentía en aquel momento: "Hacer canciones es cosa de sentimientos (...) Me gustaría hacer una gira cada año y un disco cada año, pero me es muy difícil". Además, emitió un comunicado advirtiendo de que no habría giras ni conciertos programados para el futuro. Mientras tanto, Iñaki “Uoho” Antón, guitarrista y productor de la banda, creó junto a Miguel (bajista) y a Cantera (batería) la banda Inconscientes. Este hecho disparó los rumores acerca de una hipotética disolución de Extremoduro.
Meses más tarde, y contra todo pronóstico, el grupo anunció "una próxima gira", y a principios de mayo de 2008, el tema «Dulce introducción al caos» fue colgado en la página web oficial de Extremoduro como adelanto de un álbum "que iba a ser publicado unos pocos meses después". Curiosamente, el primer verso de su nueva obra (mucho más melódica y compleja de lo habitual en el grupo) parecía hacer referencia a su propia sequía creativa: "Como quieres que escriba una canción. Si a tu lado no hay reivindicación". Así, el 17 de mayo de 2008 comenzó una nueva gira y fue en directo donde el público pudo oír los primeros acordes de La ley Innata. Al fin, el 9 de septiembre de 2008 se puso a la venta el noveno álbum de estudio de Extremoduro.

## Concepto
La Ley Innata marcó un antes y un después en el sonido de Extremoduro. A partir de aquel momento, la experimentación musical y la complejidad lírica y melódica se verían más acusadas.
Se trata de un disco compuesto de una sola canción de 45 minutos, a su vez dividida en seis partes diferenciadas por pistas independientes. Pese a que la idea de un álbum conceptual ya la habían llevado a cabo en el disco Pedrá de 1995, Robe confesó que se trataba de algo absolutamente distinto. De ese modo, a la Dulce introducción al caos, le siguieron cuatro movimientos (Primer movimiento: el sueño, Segundo movimiento: lo de fuera, Tercer movimiento: lo de dentro y Cuarto movimiento: la realidad) relacionados entre sí a través de sus melodías, sus ritmos y sus letras. Como sexta pista y cierre, se grabó el tema Coda flamenca (otra realidad), en el que Robe introduce ritmos propios de este género musical. Todos los cortes están dotados de estructuras complejas, ritmos cambiantes y una gran diversidad de instrumentación. Así, el cierre de Coda flamenca es también el inicio de Dulce introducción al caos, o el estribillo del Primer movimiento: el sueño, un tema recurrente en las estrofas del Segundo movimiento: lo de fuera.
Otro detalle de la variedad de estilos y ritmos incluidos en este disco, es que el solo de guitarra que aparece en la Dulce introducción al caos es la melodía principal del conocido coral del barroco Jesus bleibet meine Freude del compositor alemán Johann Sebastian Bach.

## Diseño

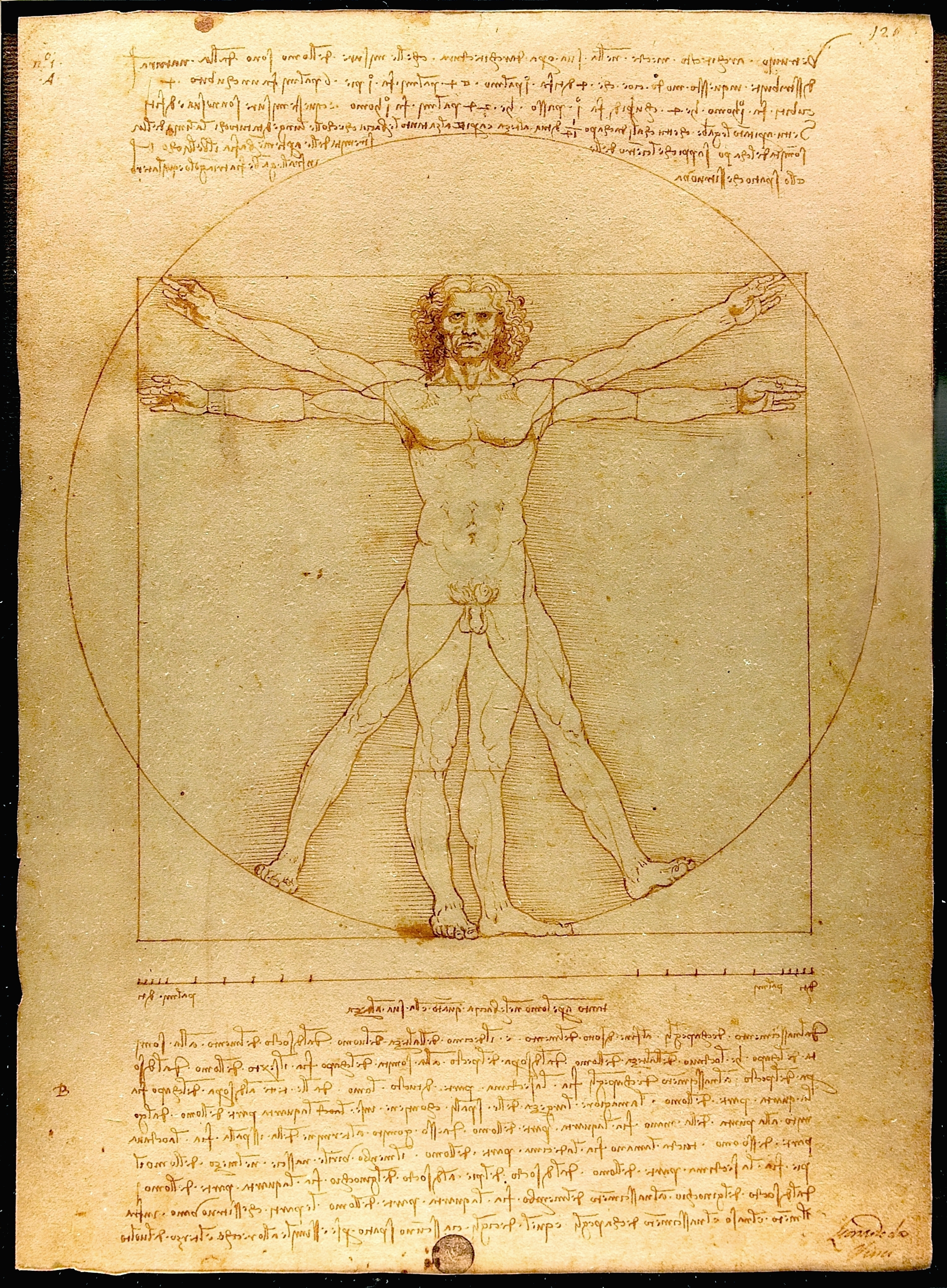
El Hombre de Vitruvio aparece dibujado en la portada del álbum.

En la portada del disco aparece un texto escrito en latín que guarda una estrecha relación con el título del álbum:

Est enim iudices haec
non scripta sed nata
lex quam non didicimus
accepimus legimus uerum
ex natura ipsa arripuimus
hausimus expressimus ad
quam non docti sed
facti non instituti
sed imbuti sumus
Cicero

Este texto atribuido a Cicerón, cuya traducción aparece en el libreto del álbum como:
«Existe, de hecho, jueces, una ley no escrita, sino innata, la cual no hemos aprendido, heredado, leído, sino que de la misma naturaleza la hemos agarrado, exprimido, apurado, ley para la que no hemos sido educados, sino hechos; y en la que no hemos sido instruidos, sino empapados.».
Todo este texto aparece superpuesto sobre El Hombre de Vitruvio, un dibujo de Leonardo da Vinci realizado alrededor de 1490.

## Lista de canciones
Letra por Roberto Iniesta, música por Roberto Iniesta e Iñaki Antón.
| N.º | Título                            | Duración |  |
| 1.  | «Dulce introducción al caos»      | 7:42     |  |
| 2.  | «Primer movimiento: El sueño»     | 6:04     |  |
| 3.  | «Segundo movimiento: Lo de fuera» | 11:44    |  |
| 4.  | «Tercer movimiento: Lo de dentro» | 7:37     |  |
| 5.  | «Cuarto movimiento: La realidad»  | 5:50     |  |
| 6.  | «Coda flamenca (otra realidad)»   | 6:14     |  |

## Créditos
Extremoduro
- Roberto "Robe" Iniesta – Voz, guitarra y coros
- Iñaki "Uoho" Antón – Guitarra, coros, piano y órgano
- Miguel Colino – Bajo
- José Ignacio Cantera – Batería

Personal adicional
- Ara Malikian – Primer violín
- Thomas Potiron – Segundo violín
- Humberto Armas – Viola
- Juan Pérez de Albéniz – Violoncelo
- Gino Pavone – Percusiones
- Ander Erzilla – Oboe
- Mikel Piris – Flauta
- Aiert Erkoreka – Piano
- Javier Mora – Piano (6)
- Patxi Urchegui – Trompetas mariachis
- Sara Íñiguez – Coros
- Airam Etxániz – Coros
- Gastelo – Coros (1)

## Recepción
El álbum se convirtió en el primero de la banda en lograr posicionarse en lo más alto de las lista de venta españolas. Consiguió el disco de oro en menos de tres semanas y se estima que antes de acabar la gira de promoción en noviembre de 2008 ya había superado las 75 000 copias vendidas.
El álbum fue posicionado como el séptimo mejor lanzamiento nacional del año así como las pistas «Cuarto movimiento: la realidad» (#6) y «Primer movimiento: el sueño» (#12) fueron incluidas entre las mejores canciones nacionales del año 2008 según Alta Fidelidad.